# دانشکده اقتصاد، مدیریت و علوم اجتماعی دانشگاه شیراز
دانشکده اقتصاد، مدیریت و علوم اجتماعی دانشگاه شیراز یکی از دانشکده‌های دانشگاه شیراز است. این دانشکده در سال ۱۳۸۲ با جدا شدن از دانشکده ادبیات و علوم انسانی تأسیس شد. موقعیت این دانشکده در پردیس ارم دانشگاه شیراز است.
این دانشکده دارای یک کتابخانه تخصصی در حوزه صندوق جمعیت سازمان ملل متحد و یک پژوهشکده است. در نزدیکی این دانشکده، دانشکده‌های ادبیات و علوم انسانی، الهیات و معارف اسلامی، حقوق و علوم سیاسی و نیز کتابخانه مرکزی دانشگاه قرار دارد.

## تاریخچه
این دانشکده در سال ۱۳۸۲ تحت عنوان دانشکده علوم اجتماعی در مجموعه دانشگاه شیراز و در قالب ۳ بخش به نام‌های اقتصاد، علوم اجتماعی، مدیریت و حسابداری شروع به کار نمود. در سال ۱۳۸۴ نام این دانشکده از علوم اجتماعی به اقتصاد، مدیریت و علوم اجتماعی تغییر یافت.
در سال ۱۳۸۵ بخش مدیریت و حسابداری در قالب دو بخش مجزا فعالیت خود را ادامه دادند و از سال ۱۳۸۸ بخش مدیریت جهانگردی نیز به بخش‌های این دانشکده اضافه شد و در سال ۱۳۹۵ بخش جغرافیا از دانشکده ادبیات و علوم انسانی به این دانشکده منتقل شد. هم‌اکنون این دانشکده با شش بخش مشغول به فعالیت می‌باشد.

## گروه‌های آموزشی
- اقتصاد
- مدیریت
- حسابداری
- جامعه‌شناسی و برنامه‌ریزی اجتماعی
- جهانگردی و هتل‌داری
- جغرافیا

## کتابخانه
این دانشکده کتابخانه تخصصی برای پروژه صندوق جمعیت سازمان ملل متحد دارد که از سال ۱۳۷۷ آغاز به کار کرد و دارای ۳۸۰۰ جلد کتاب به زبان‌های فارسی و انگلیسی است.

## پژوهشکده‌ها
پژوهشکده علوم اجتماعی دانشگاه شیراز از سه مرکز جمعیت‌شناسی، مرکز مطالعات اجتماعی زنان و مرکز مطالعات جوانان، تشکیل شده است و هرکدام از این مراکز، گروه‌هایی را در برمی‌گیرد.